# 해피 양켈
해피 양켈(Happy Jankell, 1993년 12월 16일 ~ )은 스웨덴의 배우이다.